# Lygurus marjoriae
Lygurus marjoriae är en stekelart som beskrevs av Chiu 1987. Lygurus marjoriae ingår i släktet Lygurus och familjen brokparasitsteklar. Inga underarter finns listade i Catalogue of Life.